# Vlag van Krommenie

Vlag van de gemeente Krommenie
(17e eeuw - 1974, sinds 2001 dorpsvlag)

Vlag van de gemeente Krommenie
(1938-?)

De vlag van Krommenie is een reconstructie van een oude vlag, die officieus werd gebruikt als gemeentelijke vlag van de Noord-Hollandse gemeente Krommenie. De vlag kan als volgt worden beschreven:
Twee evenhoge banen van rood en wit, waarin op de rode baan twee zwarte leeuwen en op de witte baan twee rode leeuwen achter elkaar.
De vlag is afgeleid van het gemeentewapen en is een reconstructie uit een document van 1607, waarin de schepenen en regeerders van Krommenie en Westzaan de Staten van Holland en Friesland verzoeken eigen wapens te mogen voeren bij de vlaggen die de ingezetenen reeds voerden. Een tekening was bijgevoegd.
Het gemeentelijk dundoek bleef tot 1 januari 1974 als zodanig in gebruik, op die dag is de gemeente opgegaan in de nieuw opgerichte gemeente Zaanstad. In 2001 is de vlag tijdens het 750-jarig bestaan van Krommenie heringevoerd als dorpsvlag.

## Eerdere vlag
In 1938 werd te Amsterdam een defilé gehouden ter ere van het veertigjarig regeringsjubileum van koningin Wilhelmina. Krommenie heeft de daarbij uitgereikte defileervlag nog een tijdlang als gemeentevlag gebruikt.

## Verwante afbeelding

Wapen van Krommenie

Akersloot
· Andijk
· Anna Paulowna 
· Assendelft 
· Beemster 
· Bennebroek 
· Blokker 
· Broek in Waterland 
· Bussum 
· Callantsoog 
· Edam 
· Egmond 
· Egmond aan Zee 
· Egmond-Binnen 
· Graft-De Rijp 
· 's-Graveland 
· Haarlemmerliede en Spaarnwoude 
· Harenkarspel 
· Heerhugowaard 
· Hensbroek 
· Hoogwoud 
· Ilpendam 
· Jisp 
· Krommenie 
· Langedijk 
· Limmen 
· Marken 
· Midwoud 
· Monnickendam 
· Muiden 
· Naarden 
· Nederhorst den Berg 
· Nibbixwoud 
· Niedorp 
· Noorder-Koggenland 
· Obdam 
· Opperdoes 
· Schermer 
· Schermerhorn 
· Schoorl 
· Sint Maarten 
· Terschelling 
· Terschelling en Vlieland 
· Twisk 
· Venhuizen 
· Vlieland 
· Warmenhuizen
· Weesp
· Wervershoof 
· Wester-Koggenland 
· Westwoud 
· Westzaan 
· Wieringen 
· Wieringermeer 
· Wijdewormer 
· Wognum 
· Wormer 
· Wormerveer 
· Zaandam 
· Zaandijk 
· Zeevang 
· Zijpe
Abbekerk
· Assendelft
· Bergen
· Bovenkarspel
· Buitenveldert
· Bussum
· De Rijp
· Driemond
· Groet
· Grootschermer
· Graft
· Hauwert
· Huisduinen
· Julianadorp
· Koog aan de Zaan
· Krommenie
· Krommeniedijk
· Lambertschaag
· Marken
· Middelie
· Muiden
· Muiderberg
· Naarden
· Nauerna
· Nibbixwoud
· Nieuw-Vennep
· Omval
· Opperdoes
· Rijsenhout
· Sijbekarspel
· Sint Pancras
· Sloten
· Spaarndam
· Vogelenzang
· Weesp
· Wijk aan Zee
· Wormerveer
· Zaandijk
· Zwaagdijk-West